# Photinia bodinieri
Photinia bodinieri là loài thực vật có hoa trong họ Hoa hồng. Loài này được H. Lév. miêu tả khoa học đầu tiên năm 1907.